# فيوفان بروكوبوفيتشس
فيوفان (بالروسية: Феофан Прокопович)‏ أو ثيوفان بروكوبوفيتش (18 يونيو 1681 - 19 سبتمبر 1736) هو لاهوتي وكاتب وشاعر ورياضي وفيلسوف روسي من القرن الثامن عشر.

## سيرته
ولِدَ فيوفان في الثامن عشر من يونيو سنة 1681 في مدينة كييف، التي كانت تتبع حينها هتمانات القوزاق ضمن روسيا القيصرية، في أسرةِ بائع أحذيةٍ من أصول روسية، وكان اسمه عند الولادة إليزار، وبعد وفاة والده أصبح خاله فيوفان وصياً عليه، وكان خاله يتولى إدارة إحدى الدير الأرثوذكسية ويعمل أستاذاً ورئيساً في أكاديمية كييف-موجيلا. تلقَّى إليزار تعلميه الأولي في الدير الذي يديره خاله، ومن ثمَّ ثابع تعليمه في أكاديمية كييف-موجيلا، وبعد وفاة خاله وتخرُّجه من الجامعة قرَّر إليزار متابعة تعليمه، فالتحق بإحدى الكنائس الكاثوليكية الشرقية في فولوديمير-فولينسكيي، واعتنق الكاثوليكية، وعاش هناك كاهناً باسم إليشا. أُعجِب أسقف المدينة بقدرات إليزار المُمَيَّزة فساعده في التحاقه بأكاديمية أثناسيوس الكاثوليكية في روما، وكانت هذه الأكاديمية تهدف على وجه الخصوص إلى نشر الكاثوليكية بين الأرثوذكس الشرقيين. وفي روما زار إليزار مكتبة الفاتيكان، وكان معجباً بها، ودرس إلى جانب العلوم الدينية أعمال الفلاسفة والمؤرخين الإغريق واللاتينيين، ودرس معالم الحضارة الإغريقية والرومانية، وتلقَّى مبادئ الكاثوليكية، واطلع على أعمال توماس كامبانيلا وجاليليو جاليلي وجيوردانو برونو ونيكولاس كوبرنيكوس.
غادر إليزار روما في العاشر من أكتوبر سنة 1701 رغم أنَّه لم يكمل تعليمه هناك بعد، ومرَّ بفرنسا وألمانيا وسويسرا، واستقرَّ مُدَّةً في هاله تعرَّف فيها على مبادئ الإصلاح البروتستانتي، ثُمَّ عاد إلى موطنه في أوكرانيا، وتوقَّف أولاً في مدينة بوتشاييف لافارا الأوكرانية قبل وصوله إلى كييف. وفي كييف تخلَّى إليزار عن الكاثوليكية، وأدى بضعة طقوس دينية قبل أن يصبح أرثوذكسياً مرةً أخرى، وتبنَّى بعدها اسم خاله وصار يُعرَف بفيوفان. بعد استقراره في كييف عمل فيوفان أستاذاً في أكاديمية كييف-موجيلا، حيث درَّس البلاغة والشعر والفلسفة، وفي هذه الفترة كتب مسرحية تراجيدية كوميدية تحت عنوان «فلاديمير» وأهداها إلى إيفان مازيبا، وأُكِلَت إليه مسؤولية كتابة وإلقاء الخطب الدينية والفلسفية في المناسبات، وكانت خطبه عادةً ما يحضرها كبار المسؤولين في المدينة. وبعد معاهدة بروت أُعجِب بطرس الأكبر ببلاغة فيوفان بعد أن شاهده يُلقِي خطبة في ياش في ذكرى معركة بولتافا التي انتصر فيها الروس على السويديين، وبعد عودته إلى كييف من ياش عُيِّن فيوفان رئيساً لأكاديمية كييف-موجيلا، وترأَّس أيضاً الدير ذاته الذي كان يترأسه خاله من قبل وتلقى فيه تعليمه الأولي. وبعد أن أصبح مسؤولاً عن النظام التعليمي هناك عمل على إصلاحه وإعادة تنظيمه مستفيداً من مشاهدته للنُظُم التي انتهجها الألمان في إصلاح أنظمة التعليم الكاثوليكية.
في 1716 غادر فيوفان كييف إلى سانت بطرسبورغ، وهناك عمل على نشر دعوته التنويرية، واستعمل منابر الخطاب الديني وسيلةً لتبرير دعوته وطمئنة الجمهور المتشكِّك في إصلاحاته، ورغم أنَّ رجال الدين لم يتقبَّلوا أفكاره الحديثة ونظروا إليها باعتبارها غير ضرورية وفي بعض الأحيان شبه مُهَرطِقَةٍ، إلا أنَّه حظي بدعم التيارات المتمدِّنة بالإضافة إلى الدولة. تدرَّج فيوفان سريعاً في مناصبه الدينية حتى عُيِّن في 1718 أسقف بسكوف، وفي 1925 أصبح رئيس أساقفة فيليكي نوفغورود. استمرَّ فيوفان في إصلاحاته، حتى عُدَّ الوجه الأكثر شهرة لحركة الإصلاح في روسيا، متجاوزاً البطريرك في شهرته كمصلح ديني. اعتبر فيوفان الجهل عدو روسيا الأكبر، وانتهج سياسةً تنويرية، وتولَّى لاحقاً منصب نائب الرئيس في المجمع المقدس. وحتى بعد وفاة بطرس الأكبر استمرَّت محاولاته الإصلاحية، وتُوفِّي فيوفان بروكوبوفيتشس في التاسع عشر من سبتمبر سنة 1736 في مدينة سانت بطرسبورغ عن عمر خمس وخمسين عاماً.

## مؤلفاته
- «فلاديمير» (مسرحية تراجيدية كوميدية).